# Aloe neoqaharensis
Aloe neoqaharensis ist eine Pflanzenart der Gattung der Aloen in der Unterfamilie der Affodillgewächse (Asphodeloideae). Das Artepitheton neoqaharensis verweist auf das Vorkommen der Art auf dem Jebel Qahar in Saudi-Arabien.

## Beschreibung

### Vegetative Merkmale
Aloe neoqaharensis wächst strauchig, ist stammbildend und von der Basis aus verzweigt. Die Stämme erreichen eine Länge von bis zu 220 Zentimeter und sind 6 Zentimeter dick. Die 14 bis 20 aufsteigend-aufrechten Laubblätter sind lanzettlich spitz zulaufend. Ihre graugrüne Blattspreite ist 50 bis 60 Zentimeter lang und 7 bis 8 Zentimeter breit. Auf der Blattunterseite befinden sich nahe der Blattbasis einige Flecken. Die weißen Zähne am Blattrand sind 2 Millimeter lang und stehen 10 Millimeter voneinander entfernt.

### Blütenstände und Blüten
Der aufrechte Blütenstand besteht aus ein bis zwei Zweigen und erreicht eine Länge von 140 Zentimeter. Die fast dichten, zylindrischen Trauben sind bis zu 50 Zentimeter lang. Die eiförmig-spitzen, weißen Brakteen weisen eine Länge von 2 Millimeter auf und sind 3 Millimeter breit. Die zylindrisch, dreieckigen, rötlich orangefarbenen Blüten besitzen grünliche Spitzen und stehen an 1 Millimeter langen Blütenstielen. Die Blüten sind 30 Millimeter lang. Auf Höhe des Fruchtknotens weisen die Blüten einen Durchmesser von 8 Millimeter auf. Ihre äußeren Perigonblätter sind auf einer Länge von 10 Millimetern nicht miteinander verwachsen. Die Staubblätter und der Griffel ragen 3 Millimeter aus der Blüte heraus.

## Systematik und Verbreitung
Aloe neoqaharensis ist in Saudi-Arabien auf dem Gipfel des Jebel Qahar in einer Höhe von 2100 Metern verbreitet. Die Art ist nur vom Typusfundort bekannt.
Die Erstbeschreibung durch Thomas A. McCoy wurde 2007 veröffentlicht.

## Nachweise